# 斯特拉托妮可 (安提柯一世之妻)
斯特拉托妮可（希臘語：Στρατoνικη ,前四世紀人物），是馬其頓科爾哈古斯（Corrhagus）之女，後成為安提柯一世的妻子，她育有兩個兒子德米特里一世和腓力。
在前316年，當多喀摩斯等佩爾狄卡斯黨人奪取了弗里吉亞的一座要塞，她前去與多喀摩斯協談，迫使他們交出這座要塞，並且再度羈押他們。在伊普蘇斯戰役期間她在奇里乞亞等候戰役結果，在知安提柯一世敗亡後，她與她兒子德米特里一世於前301年從奇里乞亞逃往賽普勒斯的薩拉米斯。前297年托勒密一世占領該島時，她與德米特里一世的孩子一同被俘，但隨即釋放。

## 腳註
1. ↑   普魯塔克, 《希臘羅馬名人傳》, "Demetrius", 2.
2. ↑   西西里的狄奧多羅斯, Bibliotheca, xix. 16.
3. ↑   西西里的狄奧多羅斯., xxi. 1.

## 來源
- 威廉·史密斯，《希腊羅馬的神話和傳記辭典》, "Stratonice (2)" （页面存档备份，存于）, 波士頓, (1867).